# Sex and the City
Sex and the City är en amerikansk TV-serie baserad på boken med samma namn. Den originalvisades på HBO åren 1998–2004, och därefter har två långfilmer producerats.
TV-serien kretsar kring fyra kvinnliga vänner i New York, om deras liv och relationer. De fyra spelas av Sarah Jessica Parker, Kim Cattrall, Kristin Davis och Cynthia Nixon.

## Bakgrund
Sex and the City sändes av den amerikanska kabel-tv-kanalen HBO mellan åren 1998 och 2004. Serien utspelar sig i New York, och handlar om fyra kvinnors liv, vänskap, kärlekar, sex och mode. Tre av kvinnorna är mellan 35 och 40 år, och en av dem är över 40. Serien är en situationskomedi, men har tydliga inslag av såpopera. Sex and the City tog ofta upp aktuella och viktiga ämnen, såsom kvinnors ställning i samhället. Premiäravsnittet sändes den 6 juni 1998, medan det sista avsnittet sändes 22 februari 2004.
Serien handlar om Carrie Bradshaw (Sarah Jessica Parker) och hennes tre väninnor Samantha Jones (Kim Cattrall), Charlotte York (Kristin Davis) och Miranda Hobbes (Cynthia Nixon), och deras liv som singlar i New York. Serien har blivit mycket populär för sina autentiska bilder från gator, klubbar, butiker och restauranger i New York, samtidigt som den tänjt på gränserna för mode och sexuellt tabu.
Boken Sex and the City baseras på Candace Bushnells spalt i tidskriften New York Observer. I synnerhet seriens första säsong är baserad på material från boken, men i och med att seriens andra säsong började spelas in kom serien att bli alltmer egen och i många avseenden gå längre än boken. I seriens två första säsonger kretsar handlingen i avsnitten i stort omkring Carries arbete med att skriva sin spalt, och hennes research i ämnet. Detta blev dock mindre och mindre tydligt allteftersom serien fortgick.
Den första säsongen av programmet sändes mellan juni och augusti år 1998 på HBO. Seriens andra säsong visades från juni till oktober 1999. Den tredje säsongen sändes under samma tidsperiod året efter. Säsong fyra sändes i två omgångar. Den första var juni-augusti 2001, och den andra var under januari och februari 2002. Under sommaren samma år visades säsong fem. Den sista säsongen delades upp i två omgångar, i likhet med säsong fyra, där den ena sändes mellan juni och september 2003, och den andra delen under januari och februari 2004.
I Sverige visades serien på TV3 mellan 1999 och 2004 och fick genomgående mycket höga tittarsiffror. TV3 har även visat avsnitten i repris vid ett flertal tillfällen.

## Karaktärer

### Huvudkaraktärer

#### Carrie Bradshaw
| Rollfigurerna Carrie Bradshaw och Miranda Hobbes spelades av Sarah Jessica Parker respektive Cynthia Nixon (foton: 2009/2008). |  | Rollfigurerna Carrie Bradshaw och Miranda Hobbes spelades av Sarah Jessica Parker respektive Cynthia Nixon (foton: 2009/2008). |
| Rollfigurerna Carrie Bradshaw och Miranda Hobbes spelades av Sarah Jessica Parker respektive Cynthia Nixon (foton: 2009/2008). |  | |

Carrie Bradshaw (Sarah Jessica Parker) är seriens huvudperson, och fungerar även som berättarröst. 
Varje avsnitt cirkulerar runt hennes arbete med att skriva sin spalt vid namn "Sex and the City" som publiceras varje vecka i den fiktiva dagstidningen The New York Star. Då hon är en känd person i New York ses hon ofta ute på klubbar, barer och restauranger. Här har hon har gjort sig känd för sitt unika sinne för mode, som kännetecknas av vågade kombinationer av olika stilar. Ofta kombineras dyra designer-plagg med vintage-kläder och second hand.
Carrie är en uttalad skofetischist, och lägger stora delar av sin uppmärksamhet och förmögenhet på dyra designerskor. Oftast köper hon skor från Manolo Blahnik, men har även setts bära skor från Christian Louboutin och Jimmy Choo. Då hon flera gånger under serien når sin kreditgräns under sina shoppingrundor har det aldrig klarlagts hur en person med endast den vanligtvis blygsamma lön som en kolumnist har kan finansiera detta. Hennes privatekonomi stärks dock under den senare delen av serien, då hennes krönikor samlas till en bok. Dessutom tar hon sig an uppdrag från andra tidskrifter, såsom Vogue. Carrie bor i en enrumslägenhet i Upper East Side brownstone på Manhattan. Från början är det en hyresrätt, vilken hon sedan köper i seriens fjärde säsong, då hennes fastighet bildar bostadsrättsförening. Saker som hon är mindre stolt över är sin otrohetsaffär med Mr. Big under sitt förhållande med Aidan.

#### Miranda Hobbes
Miranda Hobbes (Cynthia Nixon) är en karriärkvinna som arbetar som advokat. Hon har en närmast cynisk inställning till förhållanden och män. Miranda är uppvuxen i Philadelphia, och har studerat vid Harvard University. Hon är också Carries närmsta vän, och ger henne ofta viktiga avgörande råd. Av de fyra kvinnorna är hon den första som köper en lägenhet (vilket indikerar framgång). Hon håller sig dessutom med hemhjälp, i form av hushållerskan Magda. Hon får en son med Steve under seriens gång. I sista säsongen gifter sig Miranda med Steve och flyttar till Brooklyn i syfte att få mer plats åt sin växande familj.

#### Charlotte York
| Rollfigurerna Charlotte York och Samantha Jones spelades av Kristin Davis respektive Kim Cattrall (foton: 2008). |  | Rollfigurerna Charlotte York och Samantha Jones spelades av Kristin Davis respektive Kim Cattrall (foton: 2008). |
| Rollfigurerna Charlotte York och Samantha Jones spelades av Kristin Davis respektive Kim Cattrall (foton: 2008). |  | |

Charlotte York (Kristin Davis) är konsthandlare, och arbetar under seriens första del på ett galleri på Manhattan. Hon har växt upp i en finare familj i Connecticut, och studerat vid Smith College. Charlotte är den mest konservativa och traditionsbundna av de fyra kvinnorna, och är i högre utsträckning intresserad av kärlek än lust. Hon söker hela tiden efter den rätte, och har ofta helt andra åsikter och ideal än de andra, mer sexuellt frigjorda, kvinnorna i serien. Detta blir speciellt tydligt i kontrast till Samantha. Trots sin konservativa framtoning har Charlotte gjort flera eftergifter under sina äktenskap som förvånat hennes vänner (exempelvis snuskprat och oralsex på offentliga platser).
Efter sitt första giftermål slutar hon helt att förvärvsarbeta, men tar under seriens senare del på sig en del ideella uppdrag. Charlotte skiljer sig från sin första make på grund av deras olika uppfattningar om konstgjord (även kallad In vitro) befruktning. Efter skilsmässan fick hon parets lägenhet på Park Avenue. Senare gifter hon om sig med sin inte helt perfekte skilsmässoadvokat Harry Goldenblatt, efter att hon konverterat till judendom. De adopterar sedan sin dotter Lilly från Kina.

#### Samantha Jones
Samantha Jones (Kim Cattrall) är den äldsta och mest sexuellt frigjorda av de fyra kvinnorna. Hon äger sin egen PR-byrå, och har en inställning till förhållanden som skulle kunna kallas stereotypt manlig. Hon är en utpräglad förförerska, som undviker alla former av emotionell inblandning och långvariga förhållanden. Under seriens tredje säsong lämnar hon sin fullservice-lägenhet på Manhattans Upper East Side för en dyr vindsvåning i det då alltmer trendiga Meatpacking District. Under seriens gång har hon en handfull förhållanden, varav ett är med en kvinna.

### Återkommande karaktärer
Stanford Blatch (Willie Garson), ibland kallad seriens ”femte kvinna”, är Carries bästa vän förutom Samantha, Miranda och Charlotte. Stanford äger sin egen talangbyrå, och försöker flera gånger under serien slå in nya namn på New Yorks modellscen. Hans personliga stil påminner starkt om Carries, och man får intryck av att deras långvariga vänskap grundades i New Yorks vilda uteliv när de var yngre. Han är seriens enda biroll vars liv, utanför umgänget med de fyra kvinnorna, emellanåt uppmärksammas speciellt. Stanford är också seriens viktigaste homosexuella karaktär, och bidrar ofta med sin synvinkel på sex och förhållanden. Under seriens två sista säsonger har han ett förhållande med Broadwayartisten Marcus Adente.
Anthony Marentino (Mario Cantone) arbetar som eventplanerare, och lär känna Charlotte sedan han ansvarat för hennes första bröllop. Senare sköter han också om arrangemanget runt hennes fotografering för tidningen House & Garden (H&G), hennes andra bröllop samt releasepartyt för Carries bok. Anthony ger ofta raka (ibland nästan oförskämda) råd till Charlotte, ofta rörande relationer och sex.
Magda (Lynn Cohen) är Mirandas hemhjälp, som anställdes under seriens tredje säsong. Hon blir något av en modersfigur för Miranda, på gott och ont. Exempelvis försöker hon få Miranda att bli en mer traditionell kvinna, bland annat genom att köpa en kavel åt henne. Hon försökte även byta ut Mirandas vibrator mot en staty av Jungfru Maria. Efter att Miranda blev mamma hjälpte Magda även till med andra saker, såsom barnpassning. Hon flyttar även med Miranda och Steve till Brooklyn efter att de gift sig.

### Förhållanden
Alla seriens karaktärer har haft tillfälliga relationer som varat under enstaka avsnitt. De karaktärer som beskrivs nedan var med under en längre tid, och har varit en viktig del i serien som helhet.

#### Carries förhållanden
Mr Big (eg. John James Preston) (Chris Noth) är Carries första förhållande i serien. Hon och de andra karaktärerna kallar honom endast för ”Big”.  Genom hela serien har han flera förhållanden med Carrie, varav en otrohetsaffär under hennes förhållande med Aidan. Genomgående i serien tror Carrie att han är den rätte för henne, trots att han flera gånger inte lyckas tillmötesgå hennes emotionella behov. Han är en förmögen finansman, och Samantha kallar honom ”näste Donald Trump” i premiäravsnittet. Carrie och Bigs första förhållande äger rum under säsong ett. De blir tillsammans ännu en gång under seriens andra säsong. Efter deras förhållande gifter han sig med Natasha, en kvinna i 20-årsåldern som arbetar som chef på Ralph Lauren. Efter sju månader tillsammans med henne börjar han åter längta efter Carrie, vilket leder till en kärleksaffär, som hon senare avslutar.
Efter att han skiljt sig från Natasha blir han vän med Carrie. Senare flyttar Big till Napa Valley i Kalifornien. Carrie besöker honom där i samband med lanseringen av sin bok. I slutet av serien återvänder han till Carrie, och säger att han är redo att ha ett fast förhållande med henne. Carrie avvisar honom dock, och flyttar till Paris tillsammans med Aleksandr Petrovsky. Trots det ger han inte upp, utan åker efter henne för att göra ett sista försök att återfå hennes kärlek, efter att ha fått en välsignelse från Charlotte, Samantha och Miranda. I det sista avsnittet inleder de två ett öppet och ärligt förhållande i New York. I seriens sista scen avslöjas det att hans riktiga namn är ”John”.
Aidan Shaw (John Corbett) är Carries andra långvariga förhållande. Han är en snäll och godhjärtad möbeldesigner, och är den känslomässiga motsatsen till Big. Från början störs Carrie av deras näst intill perfekta förhållande, men kommer efter ett tag över sina problem med känslomässig otillgänglighet. Till slut kan hon dock inte längre uppfylla hans emotionella behov, och de två gör slut för gott. Under seriens tredje säsong gör Aidan slut med Carrie, efter att hon berättat om sin otrohetsaffär med Big. Ett år senare blir de två dock tillsammans igen, och flyttar ihop. Detta efter att Aidan köpt Carries lägenhet i samband med att hennes fastighet bildat bostadsrättsförening. Hon tackar ”Ja” till hans frieri kort innan de två gör slut för andra gången. Vid ett senare tillfälle stöter Carrie och Aidan på varandra. Då avslöjas det att han gift sig med möbeldesignern Cathy och fått en son vid namn Tate.
Jack Berger (Ron Livingston) är Carries intellektuella motsvarighet. Han är en sardonisk humorist och författare, vars karriär är på nedgång samtidigt som Carries är på väg uppåt. De har lyckligt förhållande, och delar såväl humor och tankesätt. Deras förhållande tar slut på grund av deras olika livssyner, där Carrie är mer nöjd med tillvaron än vad Berger är. Efter att de har kommit överens om att reda ut sina problem gör han plötsligt slut med Carrie på en Post-It-lapp.
Aleksandr Petrovsky (Mikhail Baryshnikov) är en berömd rysk konstnär, som Carrie träffar under seriens sjätte säsong. Han hänför Carrie med romantiska gester, och visar henne utländska delar av New York som hon aldrig tidigare besökt. Hennes förhållande med Aleksandr får Carrie att fundera över hur det är att finna kärleken i senare stadium i livet, samt huruvida hon vill ha barn eller inte. När han åker till Paris för att hålla en utställning bjuder han med Carrie. Efter långt övervägande (och ett gräl) tillsammans med sina vänner beslutar hon sig för att följa med honom. I samband med detta säger hon även upp sig från sitt arbete på New York Star. Efter en tid i Paris inser hon att han aldrig kommer att prioritera henne högre än sin karriär, varvid hon lämnar honom för ett liv tillsammans med Big i New York.

#### Mirandas förhållanden
Skipper Johnston (Ben Weber). Skipper Johnston är en 27-årig (åldern avslöjas i säsong 1, avsnitt 4) webbdesigner som Miranda har ett trevande förhållande med i första säsongen. De träffas från början genom Carrie och Miranda tycker att Skipper är ung, omogen och blir irriterad av hans romantiska syn på livet och kärlek, som är en stark kontrast till hennes cyniska syn på livet. Även om hon har ett on-off sexuellt förhållande med Skipper, vill hon egentligen inte vara med honom. I kontrast till detta är Skipper väldigt förälskad i Miranda redan från början, och han gör slut med sin nya flickvän när de har sex efter att Miranda har ringt. Han tror att det betyder att "kvinnan han älskar mest" vill vara med honom. Skipper försvinner så småningom från serien utan förklaring
Dr Robert Leeds (Blair Underwood)
Dr Robert Leeds är en framgångsrik "sport-läkare" för New York Knicks som Miranda möter när hon tillsammans med andra medlemmar i sin bostadsrättsförening intervjuar honom för att få en tom lägenhet. Miranda blir genast intresserad och hon tar över intervjun för att lära känna honom mer. Robert blir godkänd till att flytta in och de två börjar ett kort, men livligt förhållande, trots Mirandas längtan efter sin on-off pojkvän Steve Brady. Så småningom, på sin sons 1-årsdag erkänner Miranda sin kärlek till Steve och hennes och Roberts förhållande avslutas off-screen. Efter några pinsamma möten, kommer Robert över sin ilska mot Miranda och Steve och sågs senast i serien med två lättklädda kvinnor i sin lägenhet.
Steve Brady (David Eigenberg)
Steve Brady och Miranda träffades när Miranda väntade på Carrie i baren där Steve jobbar under den andra säsongen. Även om Miranda bara ser Steve som ett one-night-stand efter att de har träffats, så känner Steve en stark koppling och frågar om de kan träffas igen. Miranda vägrar först, men de blir ett par efter att hon har känt en stark dragning till Steve. Parets olika ekonomiska status skapar en spänning i deras förhållande, och de gör så småningom slut. De blir dock vänner vilket leder till ett sexuellt förhållande. I fjärde säsongen drabbas Steve av testikelcancer och tvingas operera bort sin ena testikel. Miranda känner sympati för honom och har sex med honom för att han ska känna sig manlig. Detta resulterar i en graviditet. Miranda vill från början göra abort, utan att Steve skulle få reda på graviditeten. På sjukhuset ändrar hon sig och bestämmer sig för att behålla barnet. Miranda berättar för Steve att hon är gravid och kommer att ta fullt ansvar, inklusive uppfostra barnet och all finansiering. Hon säger att Steve kan "besöka" henne och barnet när han vill.
Steve friar senare till Miranda, trots att ingen av dem egentligen vill gifta sig. 
Miranda föder Brady Hobbes (som en hyllning till deras respektive efternamn), och de försöker att uppfostra honom tillsammans som platoniska partners. Miranda förstår så småningom att hon älskar Steve, som har hittat en ny flickvän, Debbie. Hon försöker berätta om sina känslor för honom. Så småningom råkar Miranda säga till Steve att hon älskar honom på Bradys födelsedagskalas. Till hennes förvåning erkänner Steve att han älskar Miranda och att hon är "den enda". De kysser varandra, och inom tre veckor är de tillsammans igen, de förblir tillsammans serien igenom, de gifter sig så småningom och köper ett hus i Brooklyn för sin växande familj.

#### Charlottes förhållanden
Trey Macdoughal (Kyle MacLachlan)
Trey är hjärtkirurg från en rik familj och motsvarar Charlottes drömprins. De gifter sig men får snart problem. Dels blir Trey impotent, dels är hans mor en besvärlig svärmor som lägger sig i. När Treys impotensproblem gått över försöker de skaffa barn. Men detta lyckas inte och problemen leder till skilsmässa.
Harry Goldenblatt (Evan Handler)
Harry Goldenblatt är Charlottes skilmässoadvokat. Även om Charlotte från början finner Harrys svettningar och udda uppträdande och beteende motbjudande så har hon sex med honom när han har erkänt sin attraktion för henne. Hon försöker att hålla förhållandet till enbart sex, men snart har även hon känslor. Charlotte konverterar till judendomen, eftersom Harrys villkor är att han bara kan gifta sig med en judinna. Det tar sedan slut mellan dem när Charlotte tycker att Harrys frieri dröjer för länge. Efter ett par veckor av dåliga blind-dejter så träffar hon på Harry i den lokala synagogans singel-kväll, och hon erkänner sina fel och förklarar sin djupa kärlek för honom. Harry är rörd och friar till Charlotte på plats. Harry och Charlotte gifter sig enligt judisk tradition. De försöker skaffa barn, vid ett tillfälle blir Charlotte gravid (det blir ett missfall som emotionellt ödelägger henne). Till slut blir de godkända för att få adoptera en flicka från Kina i seriens sista avsnitt.

#### Samanthas förhållanden
James  (James Goodwin)
Samantha träffar en man som heter James på en jazzbar i slutet av säsong 1. Ovanligt för Samantha har hon inte sex med honom direkt, istället följer hon Charlottes råd, för hon känner att han är en man hon kan gifta sig med. Efter att hon förklarat att hon älskar honom, har hon till slut sex med honom. Hon upptäcker då att James hade en liten penis, och hon kunde inte känna något fysiskt nöje alls. Även om hon försöker ta sig igenom det, gör hon så småningom slut med honom när de är på parterapi. Hon säger att hon inte kan ha sex med någon som är liten som en baby-morot, då svarar han argt att det kanske är hennes vagina som är för stor. 
Maria (Sonia Braga)
Samantha flirtar med tanken på lesbianism, och går in i ett kort, men seriöst förhållande med en kvinna: en konstnär som heter Maria i säsong 4. Tjejerna blir chockerade över förhållandet, men Charlotte kungör: "She's not a lesbian, she problably just ran out of men". Samantha känner att hon inte är en förhållande-person, och till en början vill hon bara vara vän med Maria. Maria berättar för Samantha att hon inte kan fortsätta att bara vara vän med henne, och Samantha bestämmer sig för att ta chansen och kysser henne. Hon verkar vara intresserad att få lära sig att tillfredsställa en annan kvinna och lära sig mer om sin egen sexualitet. När deras sex börjar minska och de tillbringar mycket mer tid med att prata, börjar Samantha att tröttna. Maria blir också besviken på att Samanthas sexuella förflutna dyker upp. Det slutar med att Samantha saknar män för mycket, även om Maria bestämmer sig för att prova strap-on sex så gör de slut.
Richard Wright (James Remar)
Senare i säsong 4 träffar Samantha hotellmagnaten Richard Wright och blir förälskad. De upptäcker att de passar bra ihop, eftersom de båda gillar att ha sex med många och inte är intresserade av förhållanden. Samantha förstår efter ett tag att hon börjar bli kär i Richard. De bestämmer sig för att ha ett monogamt förhållande. Samantha får senare sitt hjärta krossat då Richard är otrogen. Efter att ha gett Richard en andra chans, bestämmer hon sig för att avsluta förhållandet när hon förstår att hon inte kan lita på honom. I sista säsongen så träffar hon på honom när hon är på fest med sin nya pojkvän, Smith. Det slutar med att Richard och Samantha har sex. Under sexet njuter inte Samantha alls av att vara med honom, hon känner bara dåligt samvete. Smith väntar på henne där nere, han vet vad hon har gjort och hon bryter ihop i hans armar. 
Jerry Jerrod/Smith Jerrod (Jason Lewis)
Samantha träffar en 28-årig servitör/skådespelare/modell som heter Jerry Jerrod, medan hon äter middag på en ny, hipp restaurang som heter "Raw" med tjejerna. trots att maten är hemsk kommer hon tillbaka, med uppdraget att få med honom hem, och hon lyckas. Även om det först verkar som att han är ännu en sexuell erövring, fortsätter de ses. Samantha upptäcker att han är fattig och hon använder då sina PR-knep för att starta Jerrys skådespelarkarriär, och ändrar även hans komiska namn till Smith. Samantha gillar att han inte är rädd för att hon är framgångsrik (till skillnad från Carries ex-pojkvän Jack Berger), och med hennes inflytande så blir han snabbt en kändis. Sin första uppmärksamhet får han när han modellar naken för en Absolut Vodka-reklam som senare leder till en roll i en Gus Van Sant-film. Trots att Samantha först inte ville erkänna att de hade ett förhållande, så börjar hon sakna honom när han är iväg och spelar in filmen. Smith kommer tillbaka från film-inspelningen och visar sina känslor för Samantha, något som gör henne obekväm. (Som hon förklarar för Carrie, han försökte göra något perverst mot henne offentligt, "He tried to hold my hand.")
Så småningom börjar Samantha att se honom som sin pojkvän. Det verkar som att de bor tillsammans, eftersom Smith refererar till hennes ställe som "hemma" och han har nycklar till lägenheten. Han stannar kvar genom hennes kamp mot cancer i säsong sex och rakar till och med av sitt hår när hennes hår börjar falla av. Samantha har ingen sexuell drift under behandligen och hon uppmanar honom att ha sex med vem han vill när han är i Kanada och spelar in sin nästa film. Smith jämför henne med vintern; "just because the trees are bare doesn't mean they're dead." När han är borta skickar han blommor med ett kort där det står "Looking forward to spring." Hon ringer honom för att säga att hon har ångrat sig om sex med en annan kvinna, och han berättar att han inte har det och kommer inte heller att ha det. Smith kommer tillbaka till New York mitt i natten efter att flugit tillbaka efter deras samtal för att säga att han älskar henne. Samantha svarar att "he means more to [her] than any man [she's] ever known", som för Samantha är ett stort uttalande. I sin sista scen tillsammans har de sex.

## Avsnitt

### Säsong 1 (1998)
| Nr | Namn                                    | Regissör          | Författare                          | Sändes första gången |
| -- | --------------------------------------- | ----------------- | ----------------------------------- | -------------------- |
| 1  | ‘‘Sex And The City’‘                    | Susan Seidelman   | Darren Star                         | 6 juni 1998          |
| 2  | ‘‘Models and Mortals’‘                  | Allison Maclean   | Darren Star                         | 6 juni 1998          |
| 3  | ‘‘Bay of Married Pigs’‘                 | Nicole Holofcener | Darren Star                         | 21 juni 1998         |
| 4  | ‘‘Valley of the Twenty Something Guys’‘ | Allison Maclean   | Michael Patrick King                | 28 juni 1998         |
| 5  | ‘‘The Power of Female Sex’‘             | Susan Seidelman   | Jenji Kohan                         | 5 juli 1998          |
| 6  | ‘‘Secret Sex’‘                          | Michael Fields    | Darren Star                         | 12 juli 1998         |
| 7  | ‘‘The Monogamists’‘                     | Darren Star       | Darren Star                         | 19 juli 1998         |
| 8  | ‘‘Three's A Crowd’‘                     | Nicole Holofcener | Jenny Bicks                         | 26 juli 1998         |
| 9  | ‘‘The Turtle and the Hare’‘             | Michael Fields    | Nicole Avril, Sue Kolinsky          | 2 augusti 1998       |
| 10 | ‘‘The Baby Shower’‘                     | Susan Seidelman   | Terri Minsky                        | 9 augusti 1998       |
| 11 | ‘‘The Drought’‘                         | Matthew Harrison  | Michael Green, Michael Patrick King | 16 augusti 1998      |
| 12 | ‘‘Oh Come All Ye Faithful’‘             | Matthew Harrison  | Michael Patrick King                | 23 augusti 1998      |

### Säsong 2 (1999)
| Nr | Namn                                                  | Regissör             | Författare                       | Sändes första gången |
| -- | ----------------------------------------------------- | -------------------- | -------------------------------- | -------------------- |
| 1  | ‘‘Take Me Out to the Ballgame’‘                       | Allen Coulter        | Michael Patrick King             | 6 juni 1999          |
| 2  | ‘‘ The Awful Truth’‘                                  | Allen Coulter        | Darren Star                      | 13 juni 1999         |
| 3  | ‘‘The Freak Show’‘                                    | Allen Coulter        | Jenny Bicks                      | 20 juni 1999         |
| 4  | ‘‘They Shoot Single People Don't They?’‘              | Allen Coulter        | Michael Patrick King             | 27 juni 1999         |
| 5  | ‘‘Four Women and a Funeral’‘                          | Allen Coulter        | Jenny Bicks                      | 4 juli 1999          |
| 6  | ‘‘The Cheating Curve’‘                                | John David Coles     | Darren Star                      | 11 juli 1999         |
| 7  | ‘‘The Chicken Dance’‘                                 | Victoria Hochberg    | Cindy Chupack                    | 18 juli 1999         |
| 8  | ‘‘The Man, The Myth, The Viagra’‘                     | Victoria Hochberg    | Michael Patrick King             | 25 juli 1999         |
| 9  | ‘‘Old Dogs, New Dicks’‘                               | Alan Taylor          | Jenny Bicks                      | 1 augusti 1999       |
| 10 | ‘‘The Caste System’‘                                  | Allison Anders       | Darren Star                      | 8 augusti 1999       |
| 11 | ‘‘Evolution’‘                                         | Pam Thomas           | Cindy Chupack                    | 15 augusti 1999      |
| 12 | ‘‘La Douleur Exquise!’‘                               | Allison Anders       | Ollie Levy, Michael Patrick King | 22 augusti 1999      |
| 13 | ‘‘Games People Play’‘                                 | Michael Spiller      | Jenny Bicks                      | 29 augusti 1999      |
| 14 | ‘‘The Fuck Buddy’‘                                    | Alan Taylor          | Darren Star                      | 5 september 1999     |
| 15 | ‘‘Shortcomings’‘                                      | Dan Algrant          | Terri Minsky                     | 12 september 1999    |
| 16 | ‘‘Was It Good For You?’‘                              | Dan Algrant          | Michael Patrick King             | 19 september 1999    |
| 17 | ‘‘Twenty-Something Girls Vs. Thirty-Something Women’‘ | Darren Star          | Darren Star                      | 26 september 1999    |
| 18 | ‘‘Ex and the City’‘                                   | Michael Patrick King | Michael Patrick King             | 3 oktober 1999       |

### Säsong 3 (2000)
| Nr | Namn                              | Regissör             | Författare                                  | Sändes första gången |
| -- | --------------------------------- | -------------------- | ------------------------------------------- | -------------------- |
| 1  | ‘‘Where There's Smoke...’‘        | Michael Patrick King | Michael Patrick King                        | 4 juni 2000          |
| 2  | ‘‘Politically Erect’‘             | Michael Patrick King | Darren Star                                 | 11 juni 2000         |
| 3  | ‘‘Attack of the 5'10’‘ Woman’‘    | Pam Thomas           | Cindy Chupack                               | 18 juni 2000         |
| 4  | ‘‘Boy, Girl, Boy, Girl’‘          | Pam Thomas           | Jenny Bicks                                 | 25 juni 2000         |
| 5  | ‘‘No Ifs, Ands Or Butts’‘         | Nicole Holofcener    | Michael Patrick King                        | 9 juli 2000          |
| 6  | ‘‘Are We Sluts?’‘                 | Nicole Holofcener    | Cindy Chupack                               | 16 juli 2000         |
| 7  | ‘‘Drama Queens’‘                  | Allison Anders       | Darren Star                                 | 23 juli 2000         |
| 8  | ‘‘The Big Time’‘                  | Allison Anders       | Jenny Bicks                                 | 30 juli 2000         |
| 9  | ‘‘Easy Come, Easy Go’‘            | Charles McDougall    | Michael Patrick King                        | 6 augusti 2000       |
| 10 | ‘‘All or Nothing’‘                | Charles McDougall    | Jenny Bicks                                 | 13 augusti 2000      |
| 11 | ‘‘Running With Scissors’‘         | Dennis Erdman        | Michael Patrick King                        | 20 augusti 2000      |
| 12 | ‘‘Don't Ask, Don't Tell’‘         | Dan Algrant          | Cindy Chupack                               | 27 augusti 2000      |
| 13 | ‘‘Escape from New York’‘          | John David Coles     | Becky Hartman Edwards, Michael Patrick King | 10 september 2000    |
| 14 | ‘‘Sex and Another City’‘          | John David Coles     | Jenny Bicks                                 | 17 september 2000    |
| 15 | ‘‘Hot Child in the City’‘         | Michael Spiller      | Allan Heinberg                              | 24 september 2000    |
| 16 | ‘‘Frenemies’‘                     | Michael Spiller      | Jenny Bicks                                 | 1 oktober 2000       |
| 17 | ‘‘What Goes Around Comes Around’‘ | Allen Coulter        | Darren Star                                 | 8 oktober 2000       |
| 18 | ‘‘Cock-A-Doodle-Do’‘              | Allen Coulter        | Michael Patrick King                        | 15 oktober 2000      |

### Season 4 (2001–2002)
| Nr | Namn                              | Regissör             | Författare                       | Sändes första gången |
| -- | --------------------------------- | -------------------- | -------------------------------- | -------------------- |
| 1  | ‘‘The Agony and the 'Ex'tacy’‘    | Michael Patrick King | Michael Patrick King             | 3 juni 2001          |
| 2  | ‘‘The Real Me’‘                   | Michael Patrick King | Michael Patrick King             | 3 juni 2001          |
| 3  | ‘‘Defining Moments’‘              | Allen Coulter        | Jenny Bicks                      | 10 juni 2001         |
| 4  | ‘‘What's Sex Got to Do With It?’‘ | Allen Coulter        | Nicole Avril                     | 17 juni 2001         |
| 5  | ‘‘Ghost Town’‘                    | Michael Spiller      | Allan Heinberg                   | 24 juni 2001         |
| 6  | ‘‘Baby, Talk Is Cheap’‘           | Michael Spiller      | Cindy Chupack                    | 1 juli 2001          |
| 7  | ‘‘Time and Punishment’‘           | Michael Engler       | Jessica Bendinger                | 8 juli 2001          |
| 8  | ‘‘My Motherboard, My Self’‘       | Michael Engler       | Julie Rottenberg, Elisa Zuritsky | 15 juli 2001         |
| 9  | ‘‘Sex and the Country’‘           | Michael Spiller      | Allan Heinberg                   | 22 juli 2001         |
| 10 | ‘‘Belles of the Balls’‘           | Michael Spiller      | Michael Patrick King             | 29 juli 2001         |
| 11 | ‘‘Coulda, Woulda, Shoulda’‘       | David Frankel        | Jenny Bicks                      | 5 augusti 2001       |
| 12 | ‘‘Just Say Yes’‘                  | David Frankel        | Cindy Chupack                    | 12 augusti 2001      |
| 13 | ‘‘The Good Fight’‘                | Charles McDougall    | Michael Patrick King             | 6 januari 2002       |
| 14 | ‘‘All That Glitters...’‘          | Charles McDougall    | Cindy Chupack                    | 13 januari 2002      |
| 15 | ‘‘Change of a Dress’‘             | Alan Taylor          | Julie Rottenberg, Elisa Zuritsky | 20 januari 2002      |
| 16 | ‘‘Ring A Ding Ding’‘              | Alan Taylor          | Amy B. Harris                    | 28 januari 2002      |
| 17 | ‘‘A ‘‘Vogue’‘ Idea’‘              | Martha Coolidge      | Allan Heinberg                   | 3 februari 2002      |
| 18 | ‘‘I Heart NY’‘                    | Martha Coolidge      | Michael Patrick King             | 10 februari 2002     |

### Säsong 5 (2002)
| Nr | Namn                                 | Regissör             | Författare                          | Sändes första gången |
| -- | ------------------------------------ | -------------------- | ----------------------------------- | -------------------- |
| 1  | ‘‘Anchors Away’‘                     | Charles McDougall    | Michael Patrick King                | 21 juli 2002         |
| 2  | ‘‘Unoriginal Sin’‘                   | Charles McDougall    | Cindy Chupack                       | 28 juli 2002         |
| 3  | ‘‘Luck Be An Old Lady’‘              | John David Coles     | Julie Rottenberg, Elisa Zuritsky    | 4 augusti 2002       |
| 4  | ‘‘Cover Girl’‘                       | John David Coles     | Judy Toll, Michael Patrick King     | 11 augusti 2002      |
| 5  | ‘‘Plus One is the Loneliest Number’‘ | Michael Patrick King | Cindy Chupack                       | 18 augusti 2002      |
| 6  | ‘‘Critical Condition’‘               | Michael Patrick King | Alexa Junge                         | 25 augusti 2002      |
| 7  | ‘‘The Big Journey’‘                  | Michael Engler       | Michael Patrick King                | 1 september 2002     |
| 8  | ‘‘I Love a Charade’‘                 | Michael Engler       | Cindy Chupack, Michael Patrick King | 8 september 2002     |

### Säsong 6 (2003–2004)
| Nr | Namn                                     | Regissör             | Författare                       | Sändes första gången |
| -- | ---------------------------------------- | -------------------- | -------------------------------- | -------------------- |
| 1  | ‘‘To Market, To Market’‘                 | Michael Patrick King | Michael Patrick King             | 22 juni 2003         |
| 2  | ‘‘Great Sexpectations’‘                  | Michael Patrick King | Cindy Chupack                    | 29 juni 2003         |
| 3  | ‘‘The Perfect Present’‘                  | David Frankel        | Jenny Bicks                      | 6 juli 2003          |
| 4  | ‘‘Pick-A-Little, Talk-A-Little’‘         | David Frankel        | Julie Rottenberg, Elisa Zuritsky | 13 juli 2003         |
| 5  | ‘‘Lights, Camera, Relationship’‘         | Michael Engler       | Michael Patrick King             | 20 juli 2003         |
| 6  | ‘‘Hop, Skip and a Week’‘                 | Michael Engler       | Amy B. Harris                    | 27 juli 2003         |
| 7  | ‘‘The Post-It Always Sticks Twice’‘      | Alan Taylor          | Liz Tucillo                      | 3 augusti 2003       |
| 8  | ‘‘The Catch’‘                            | Alan Taylor          | Cindy Chupack                    | 10 augusti 2003      |
| 9  | ‘‘A Woman's Right to Shoes’‘             | Tim Van Patten       | Jenny Bicks                      | 17 augusti 2003      |
| 10 | ‘‘Boy, Interrupted’‘                     | Tim Van Patten       | Cindy Chupack                    | 24 augusti 2003      |
| 11 | ‘‘The Domino Effect’‘                    | David Frankel        | Julie Rottenberg, Elisa Zuritsky | 7 september 2003     |
| 12 | ‘‘One’‘                                  | David Frankel        | Michael Patrick King             | 14 september 2003    |
| 13 | ‘‘Let There Be Light’‘                   | Michael Patrick King | Michael Patrick King             | 4 januari 2004       |
| 14 | ‘‘The Ick Factor’‘                       | Wendey Stanzler      | Julie Rottenberg, Elisa Zuritsky | 11 januari 2004      |
| 15 | ‘‘Catch-38’‘                             | Michael Engler       | Cindy Chupack                    | 18 januari 2004      |
| 16 | ‘‘Out of the Frying Pan’‘                | Michael Engler       | Jenny Bicks                      | 25 januari 2004      |
| 17 | ‘‘The Cold War’‘                         | Julian Farino        | Aury Wallington                  | 1 februari 2004      |
| 18 | ‘‘Splat!’‘                               | Julian Farino        | Jenny Bicks, Cindy Chupack       | 8 februari 2004      |
| 19 | ‘‘An American Girl in Paris, Part Une’‘  | Tim Van Patten       | Michael Patrick King             | 15 februari 2004     |
| 20 | ‘‘An American Girl in Paris, Part Deux’‘ | Tim Van Patten       | Michael Patrick King             | 22 februari 2004     |